# Rieger (Mickhausen)
Rieger ist ein Weiler und Ortsteil der Gemeinde Mickhausen im Südwesten des Landkreises Augsburg im Regierungsbezirk Schwaben in Bayern.

## Lage
Rieger liegt in den Stauden.

## Geschichte
Bis zur Gebietsreform in Bayern am 1. Juli 1972 gehörte Rieger zur Gemeinde Reinhartshofen (heute Ortsteil von Großaitingen) im Landkreis Schwabmünchen und wurde dann dem Landkreis Augsburg (bis 30. April 1973 mit der Bezeichnung Landkreis Augsburg-West) zugeschlagen. Am 1. Mai 1978 erfolgte die Umgemeindung in die Gemeinde Mickhausen.
Rieger gehört zur katholischen Pfarrei Sankt Wolfgang in Mickhausen im Dekanat Schwabmünchen im Bistum Augsburg.